# Rajna Martin
Rajna Martin (Dunaújváros, 1995. szeptember 21. –) Junior Prima díjas magyar karmester,  a Magyar Állami Operaház első karmestere, a Győri Filharmonikus Zenekar korábbi vezető karmestere, 2025 januárjától a Luxembourgi Filharmonikus Zenekar kinevezett zeneigazgatója.

## Tanulmányai
A dunaújvárosi Móricz Zsigmond Ének-Zenei Általános Iskola elvégzése után a budapesti Bartók Béla Zeneművészeti Szakközépiskola zongora és zeneszerzés szakjain tanult. Mesterdiplomáját a Liszt Ferenc Zeneművészeti Egyetem karmester szakán szerezte, Ligeti András, Medveczky Ádám és Ménesi Gergely irányításával, 2020-ban. Budapesti tanulmányai után a weimari Liszt Ferenc Zeneművészeti Főiskola karmester hallgatója lesz Nicolás Pasquet és Ekhart Wycik osztályában. Az elmúlt években Vashegyi György és Hamar Zsolt karmesterkurzusait látogatta. 2017-ben Nemzeti Felsőoktatási Ösztöndíjban részesült. 2021 óta az Eötvös Péter Kortárs Zenei Alapítvány mentoráltja,ahol olyan mesterekkel dolgozott együtt, mint Eötvös Péter, Kurtág György, Fabián Panisello vagy Magnus Lindberg. 2023-ban Fischer Ádám asszisztense volt a Budapesti Wagner-napok fesztiválon.

## Eddigi életpályája
Generációja egyik legfoglalkoztatottabb karmestere, 2024-ben felkerült a Forbes magazin "30 sikeres magyar 30 alatt" listájára. 2017-19 között asszisztens, majd 2021-től 2025-ig vezető karmesterként dolgozott a Győri Filharmonikus Zenekarnál. 2023 óta a Magyar Állami Operaház első karmestere, 2025 januárjától a Luxembourgi Filharmonikus Zenekar kinevezett zeneigazgatója, ahol 2026 szeptemberében kezdi majd el munkáját. Fiatal kora ellenére rendszeresen dirigálja többek között a Nemzeti Filharmonikus Zenekart, a Magyar Rádió Szimfonikus Zenekarát, a Budafoki Dohnányi Zenekart, a Budapesti Filharmóniai Társaság Zenekarát, az Óbudai Danubia Zenekart, a Miskolci Szimfonikus Zenekart, a Zuglói Filharmónia Zenekarát, a Szolnoki Szimfonikus Zenekart és a Duna Szimfonikus Zenekart, emellett folyamatos nemzetközi bemutatkozásoknak tesz eleget Európa szerte. Dirigálta már többek között a Londoni Filharmonikus Zenekart, a Teatro La Fenice zenekarát, a ljubljanai Szlovén Rádió Szimfonikus Zenekarát is, fellép a Tiroli Ünnepi Játékokon, a német Weilburger Schlosskonzerte fesztiválon a Nürnbergi Szimfonikusokkal is bemutatkozik. A Microcosmos Művészügynökség művésze.

## Díjai, elismerései
- Junior Prima díj (2018)[21]
- a Német Zenei Tanács „Forum Dirgieren“ program ösztöndíjas karmestere (2022)[22]
- a Luzern Fesztivál Akadémia Conducting Fellowship-program nyertese (2022)[23]
- Cziffra György Fesztivál - Tehetség-díj (2023)

## Főbb munkái

### Operák
- L’italiana in Algeri (Gioachino Rossini)
- Macbeth (Giuseppe Verdi)
- Lohengrin (Richard Wagner)
- Turandot (Giacomo Puccini)
- Maria Stuarda (Gaetano Donizetti)
- Blaubarts Burg (Béla Bartók)
- La Voix Humaine (Francis Poulenc)
- Die Fledermaus (Johann Strauss II)

### Koncertművek
- Beethoven: IV. szimfónia B-dúr, Op. 60
- Dvořák: VIII. szimfónia G-dúr, Op. 88
- Beethoven és Richard Strauss válogatás (Maria João Pires & Orchestre Philharmonique du Luxembourg)
- Beethoven és Zoltán Kodály válogatás (Aranykor)
- Wagner, Mozart és Beethoven válogatás (OPERA141)
- Pietro Mascagni: Messa di Gloria (Easter With Mascagni)
- Weber, Brahms és Schumann válogatás (Brahms & Schumann)

## Külső hivatkozások
- Rajna Martin honlapja
- Az Operaház honlapján
- BMC-interjú
- Fidelio-interjú
- Papageno-interjú
- Rajna Martin előadásainak listája az Operabasen